# جوني تايلور (مدربة كرة سلة)
جوني تايلور (بالإنجليزية: Joni Taylor)‏ هي مدربة كرة سلة أمريكية، ولدت في 7 مارس 1979 في ميريديان في الولايات المتحدة.